# John B. Root
Jean Guilloré, conegut professionalment com a John B. Root, és un director i productor de pel·lícules pornogràfiques francès, nascut el 28 de novembre de 1958.

## Educació i inici de carrera
Jean Guilloré va néixer a Chambéry. Els seus dos pares eren professors. Va passar part de la seva infància i adolescència al Caire, Egipte, on la seva família s'havia traslladat després de 1968. Va tornar a França el 1976, es va graduar en estudis cinematogràfics i va començar a treballar com a operador de càmera de la televisió pública nacional francesa. Alhora, va escriure literatura infantil. Algunes de les seves novel·les van tenir èxit per si mateixes durant les dècades de 1980 i 1990.

## Pornografia
Durant la seva joventut, havia desenvolupat gust per la pornografia i es considerava un "voyeur". Als 35 anys, després d'alguns anys de matrimoni, va tenir una "crisi de la mitjana edat". El 1994, com a experiment, va crear un CD-ROM pornogràfic interactiu, el primer d'aquest tipus a França, que va ser comprat i distribuït per la versió francesa de Penthouse  i va tenir un èxit inesperat.
Posteriorment va crear la seva pròpia productora amb l'objectiu de desenvolupar programes de televisió infantil. No obstant això, no va poder trobar compradors per als seus projectes i, per arribar a fins de mes, va començar a crear nous CD-ROM porno. Com que s'havia fet relativament conegut com a escriptor infantil, va començar a utilitzar l'àlies "John B. Root". "B. Root" és un joc de la paraula argot francès biroute, que significa penis, mentre que "John Root" és una traducció literal a l'anglès de Jean Racine.
Durant alguns anys, va crear una sèrie de CD-ROM pornogràfics, dos dels quals van guanyar el premi al millor CD-ROM europeu al Festival Internacional de l'Erotisme de Brussel·les. El 1996, va dirigir per a Canal+ el seu primer llargmetratge, Cyberix, que va ser la primera pornoficció interactiva francesa. L'any següent, va dirigir Sextet, un llargmetratge més clàssic, que va consolidar la seva reputació a la indústria del porno francès. Aviat es va fer conegut pels seus guions i imatges inusualment ben elaborats. La seva nova carrera, però, va fer que la seva dona es divorciés d'ell.
Ràpidament va desenvolupar a França una reputació com a director porno "intel·lectual", i el seu treball va ser seguit positivament al llarg dels anys per revistes culturals com Les Inrockuptibles i Cahiers du cinéma. També va cridar l'atenció dels mitjans de comunicació pronunciant-se a favor de la "qualitat". porn" i insistint que les pel·lícules per a adults podrien ser una forma d'art legítima. El 1998, va escriure una carta oberta al Ministeri de Cultura en què va demanar que el porno hauria de rebre finançament públic com altres formes d'entreteniment. John B. Root també és el productor de la majoria de les seves pel·lícules. Al llarg de la seva carrera, ha treballat amb molts notables intèrprets de porno franceses, com ara Liza Del Sierra, Lou Charmelle, Coralie Trinh Thi, Karen Lancaume, Ovidie o Angell Summers. El seu intèrpret masculí preferit és Titof, a qui considera un amic íntim i que ha interpretat el paper protagonista en molts dels seus llargmetratges.
Un dels aspectes notables del seu treball és la seva advocacia a favor del sexe segur. Sempre ha insistit que els seus intèrprets fan servir preservatius, amb l'excepció d'aquells que són parelles legítimes fora del seu treball en la pornografia. Ha afirmat que un dels seus objectius és evitar el sexisme i misogínia a les seves pel·lícules, en no representar situacions sexuals que poguessin ser percebudes com a degradants per a les dones.
També ha estat un dels primers pornògrafs francesos a utilitzar Internet. A principis dels anys 2000, va crear el lloc web explicite.com (més tard rebatejat i ampliat com a explicite-art.com) que, en els primers dies d'Internet, era un dels llocs porno francesos més importants. Al llarg dels anys va dirigir centenars de vídeos per al seu lloc web. Durant alguns anys durant la dècada del 2000 es va concentrar en el contingut de la pornografia gonzo, ja que va trobar que la producció de llargmetratges era massa difícil i costosa. El 2008, va tornar a començar a fer llargmetratges amb guió, dirigint-ne un cada any per a Canal+. El 2005, també va començar a aparèixer com a intèrpret, principalment a vídeos "POV". El 2009 va guanyar el premi Hot d'Or al millor director francès.
Durant la dècada de 2010, el seu negoci va patir l'augment de la pornografia a Internet gratuïta i es va veure obligat a reduir la mida del seu estudi i treballar amb pressupostos molt més baixos que abans. No obstant això, va aconseguir salvar la seva empresa i va continuar fent pel·lícules amb regularitat, alhora que es mostrava pessimista sobre el futur de la pornografia com a forma d'art.
També ha publicat l'any 1999 un llibre autobiogràfic, Porno blues, i el 2015 una novel·la semiautobiogràfica, Le Pornographe et le gourou.

## Filmografia

### Director
(també com a productor llevat que s'hi indiqui)
- 1996 : Cyberix
- 1997 : Sextet
- 1998 : Concupiscence
- 1998 : 24 heures d'amour
- 1998 : Exhibitions 1999
- 1998 : Sex Dreamers
- 1999 : Le Principe de plaisir
- 2000 : XYZ
- 2000 : Elixir
- 2001 : French Beauty
- 2002 : Explicite
- 2002 : Ally
- 2002 : Xperiment
- 2002 : Une nuit au bordel (produïda per Marc Dorcel)
- 2003 : Inkorrekt(e)s
- 2008 : Ludivine
- 2009 : Montre-moi du rose
- 2010 : Dis-moi que tu m'aimes
- 2012 : Mangez-moi !
- 2013 : Gonzo, mode d'emploi
- 2014 : Des filles libres
- 2015 : EquinoXe
- 2016 : Des filles et du X
- 2017 : Solstix
- 2017 : Le Salon de massage (produïda per Jacquie et Michel)
- 2017 : La Partouze secrète (produïda per Jacquie et Michel)
- 2018 : Paris Sex affaires (produïda per Private)

### Productor
- 2001 : Destroy Sex, dirigida per Patrick David
- 2001 : Orgasmus, dirigida per Loulou
- 2002 : Orgasmus 2, dirigida per Loulou
- 2003 : Ti'Touch - Passage à l'acte, dirigida per Titof
- 2008 : Ti'Touch 2, dirigida per Titof

## Literatura

### Com a Jean Guilloré
per nois
- Le Voyage de Nicolas, Flammarion, 1985
- Ghostbusters : Au centre de la terre, GP, 1987
- Ghostbusters : Belfry a disparu, GP, 1987
- Ghostbusters : L'Étoile et la couronne, GP, 1987
- Ghostbusters : Les Fantômes et le magicien, GP, 1987
- Tom et les dauphins, Je bouquine, Bayard, 1989
- Les Fugitifs, Je bouquine, Bayard, 1991
- Peur bleue en mer rouge, Rageot, 1991
- Les yeux d'Antoine, Je bouquine, Bayard, 1993
- Le Fétiche de jade, Rageot, 1993
- Perdue sur Mayabora, J'aime lire, Bayard, 1994
- Mon copain bizarre, Bayard, 1995
- À la recherche de Frankie, Bayard, 1995

Per adults
- H3O, Albin Michel, 1993

### Com a John B. Root
- Porno blues : La belle et édifiante histoire d'un réalisateur de films X, La Musardine, 1999
- Le Pornographe et le gourou, Éditions Blanche, 2015

## Premis i nominacions
- Una quinzena d'X Awards europeus[16] al Festival Internacional de l'Erotisme de Brussel·les, dont :
  - 1995 :  X Award europeu al millor CDX per Zara Whites'double Xperience[17]
  - 1996 :  X Award europeu al millor CDX per Cyberix[17]
  - 2004 :  X Award europeu al millor director
  - 2005 :  X Award europeu al millor director francès
  - 2008 :  X Award europeu del Jurat, millor contribució artística francesa per Ludivine 90[18]
  - 2008 :  X Award europeu millor guió França per Ludivine[18]
  - 2008 :  X Award europeu millor director França per Ludivine[18]
  - 2009 :  X Award europeu millor director per Montre-moi du rose
- 2009 :  Hot d'Or del millor director francès per Montre-moi du rose[19]
- 2011 :  Galaxy Award al "Best Photo Content" per Explicite-art[20]
- 2013 :  Nominat al Galaxy Award al "Best Photo Content" per Explicite-art[21]
- 2013 :  Gonzo, Mode d'emploi, en la selecció oficial del Festival del Nou Cinema de Mont-real[22]